# Crochte
Crochte – miejscowość i gmina we Francji, w regionie Hauts-de-France, w departamencie Nord.
Według danych na rok 1990 gminę zamieszkiwało 489 osób, a gęstość zaludnienia wynosiła 62 osób/km² (wśród 1549 gmin regionu Nord-Pas-de-Calais Crochte plasuje się na 791. miejscu pod względem liczby ludności, natomiast pod względem powierzchni na miejscu 456).
Urodził tu się wikariusz apostolski Hangzhou Paul-Albert Faveau.